# Леонардо-Браво
Леонардо-Браво (исп. Leonardo Bravo) — муниципалитет в Мексике, штат Герреро, с административным центром в городе Чичиуалько. Численность населения, по данным переписи 2010 года, составила 24 720 человек.

## Общие сведения
Название Leonardo Bravo дано муниципалитету в честь Леонардо Браво — участника войны за независимость Мексики, отца президента Мексики — Николаса Браво.
Площадь муниципалитета равна 721 км², что составляет 1,1 % от площади штата. Он граничит с другими муниципалитетами Герреро: на севере и востоке с Эдуардо-Нери, на юге с Чильпансинго-де-лос-Браво, на западе с Генерал Элиодоро-Кастильо.

## Учреждение и состав
Муниципалитет был образован 9 января 1909 года, в его состав входит 37 населённых пунктов, самые крупные из которых:
| Код INEGI | Населённый пункт                                        | Численность населения (2005 год) | Численность населения (2010 год) |
| 040       | Всего                                                   | 22 982                           | 24 720                           |
| 0001      | Чичиуалько (исп. Chichihualco) (административный центр) | 10 690                           | 10 079                           |
| 0019      | Естла (исп. Yextla)                                     | 3 024                            | 3 242                            |
| 0018      | Тьерра-Колорада (исп. Tierra Colorada)                  | 909                              | 956                              |
| 0002      | Атлистак (исп. Atlixtac)                                | 914                              | 936                              |
| 0004      | Тепантитлан (исп. Carrizal de Bravo)                    | 800                              | 912                              |
| 0015      | Пуэрто-Николас-Браво (исп. Puerto Nicolás Bravo)        | 869                              | 897                              |
| 0017      | Тепосональко (исп. Tepozonalco)                         | 708                              | 817                              |
| 0013      | Эль-Наранхо (исп. El Naranjo)                           | 870                              | 813                              |

## Экономическая деятельность
По статистическим данным 2000 года, работоспособное население занято по секторам экономики в следующих пропорциях: сельское хозяйство, скотоводство и рыбная ловля — 37,1 %, промышленность и строительство — 40,7 %, сфера обслуживания и туризма — 20,2 %.

## Инфраструктура
По статистическим данным 2010 года, инфраструктура развита следующим образом:
- электрификация: 96,6 %;
- водоснабжение: 95,1 %;
- водоотведение: 84,8 %.

## Туризм
Основные достопримечательности: церковь Девы Марии Гваделупской, построенная в XVIII веке; бронзовый памятник Николасу Браво в бывшей асьенде Лос-Браво; археологическая зона около Естлы — курганы, где находят осколки керамических изделий. Также на территории муниципалитета в национальном парке Салитре можно побывать на источниках и спуститься в пещеры.